# Rapt (film, 2009)
Pour les articles homonymes, voir Rapt (homonymie).
Pour plus de détails, voir Fiche technique et Distribution.
Rapt est un film dramatique franco-belge réalisé par Lucas Belvaux, sorti en 2009 et librement inspiré de l'affaire Empain.

## Synopsis
Grand capitaine d'industrie, Stanislas Graff est enlevé contre rançon. Sa captivité est un calvaire. Dès le début de son enlèvement, ses ravisseurs lui coupent un doigt et ils l'envoient à ses proches. Pendant les deux mois que va durer sa séquestration, l'enquête va révéler des aspects de sa vie privée inconnus de ses proches : grosses pertes aux jeux, parties de chasse, nombreuses maîtresses. La presse à scandale en fait ses choux gras, provoquant le déchirement de sa famille et sa décrédibilisation au sein de son entreprise.
La rançon ne sera pas payée : lors d'une tentative de remise de rançon, un des ravisseurs sera tué et un autre arrêté. Il ne dénoncera pas ses complices. Après des hésitations de ses ravisseurs, Stanislas Graff va alors être libéré. Mais cela contre la remise de trois reconnaissances de dettes de 50 millions d'euros, et la menace des ravisseurs que, s'il n'honore pas cette dette, une personne innocente sera tuée au hasard, et la reconnaissance de dette sera épinglée sur son corps. C'est le code "calypso" qui lui signifiera qu'on attend son paiement.
Stanislas Graff rentre chez lui et reçoit un accueil particulièrement froid de sa famille, qui lui reproche ses incartades, sans lui demander ce qu'il a vécu. Il se réfugiera auprès de son chien, qui a été le seul à lui manifester de la joie à son retour. Lorsqu'il tente de reprendre son poste de président du groupe, il se rend compte qu'il a été mis de côté et qu'il va être écarté. Cela se conclura par un divorce et la vente de ses parts dans la société. Le film se termine sur la réception d'une lettre contenant le seul mot "calypso", lui signifiant que les ravisseurs lui réclament le paiement de sa dette.

## Analyse
Le film révèle toute la petitesse des sentiments humains ainsi que la difficulté de la famille à vivre cette période, les révélations qui l'accompagnent et les reproches qui s'ensuivent, la cruauté des ravisseurs, dont un seul tend à humaniser la captivité, mais n'hésitera pas à le tuer. Le jeu que joue la police, dont on se demande si elle veut revoir la victime vivante ou retrouver les ravisseurs, la froideur de l'entreprise, qui va écarter Graff car son image est écornée.
Le rapt aura tout détruit : sa famille, sa vie professionnelle, sans parler des souffrances morales qu'il a endurées. Finalement quand les ravisseurs réclament l'argent qu'il leur a promis, on a l'impression que s'il paye, il aura vraiment tout perdu.

## Fiche technique
- Musique : Riccardo Del Fra
- Photographie : Pierre Milon
- Production : Patrick Sobelman, Diana Elbaum et Sébastien Delloye
- Société de distribution : Diaphana
- Langue : français
- Durée : 125 minutes
- Date de sortie : 18 novembre 2009

## Distribution
- Yvan Attal : Stanislas Graff, le « président »
- Anne Consigny : Françoise Graff, la femme de Stanislas
- André Marcon : André Peyrac
- Françoise Fabian : Marjorie, la mère de Stanislas
- Alex Descas : Maître Walser
- Michel Voïta : le commissaire Paoli
- Gérard Meylan : le Marseillais
- Maxime Lefrançois : Bertaux
- Christophe Kourotchkine : Jean-Jacques Garnier
- Sarah Messens : Véronique Graff, la fille aînée de Stanislas et de Françoise
- Julie Kaye : Martine Graff
- Marc Rioufol : le commandant Chenut
- Patrick Descamps : Massart
- Bertrand Constant : le capitaine Verne
- Tania Torrens : Mme Keller
- Elef Zack : Châtelain
- Vincent Nemeth : le juge
- Jean-Baptiste Malartre : le ministre
- Nicolas Pignon : le préfet de police
- Olivier Darimont : Mahoux
- Pierre Rochefort : Fostier, un des policiers
- Fabrice Jacob : le ravisseur muet
- Corentin Lobet : le jeune ravisseur
- Olivier Ythier : Montrouveau
- Philippe Toussaint : La Chassagne
- Lucas Belvaux : l'observateur hélicoptère
- Circé Lethem : la bonne
- Swan Scalabre : la maîtresse de Graff

## Nominations
- 2010 : Nominations au César du meilleur film, au César du meilleur réalisateur, au César du meilleur acteur pour Yvan Attal et au César de la meilleure actrice dans un second rôle pour Anne Consigny.